# Sagan om hästen
Sagan om hästen är en allegori från 1740 av Olof von Dalin. På ett ytligt plan handlar Dalins berättelse om hästen Grålle och hans öden under olika ägare, onda och goda. På ett allegoriskt plan blir hästen Grålle en bild för Sverige och ägarna landets olika regenter från Gustav Vasa och framåt. Berättelsen vill uppmana till fred och nationell enighet och bär tydliga spår av sin samtids politiska klimat. Men den är även möjlig att läsa som en okomplicerad saga för att, som det heter i verket, "roa barnen".